# Sanasar Oganisjan
Sanasar Razmikovič Oganisjan (in armeno Սանասար Հովհաննիսյան?; Mosca, 5 febbraio 1960) è un ex lottatore armeno, fino al 1991 sovietico, specializzato nella lotta libera.

## Palmarès

### Olimpiadi
- 1 medaglia:
  - 1 oro (Mosca 1980 nei 90 kg)

### Mondiali
- 1 medaglia:
  - 1 oro (Skopje 1981 nei 90 kg)

### Europei
- 1 medaglia:
  - 1 oro (Il Pireo 1986 nei 90 kg)

### World Cup
- 2 medaglie:
  - 1 oro (Toledo 1981 nei 90 kg)
  - 1 argento (Toledo 1986 nei 100 kg)